# Georg Vierling
Georg Vierling, född 5 september 1820 i Frankenthal, död 1 juni 1901 i Wiesbaden, var en tysk tonsättare. Han var son till organisten Johann Jakob Vierling. 
Vierling, som fick sin första undervisning av sin far och därefter var elev till Christian Heinrich Rinck på orgel och Adolf Bernhard Marx i komposition, blev 1847 organist i Frankfurt an der Oder och ledde sedermera konsertinstitutioner såväl där som i Mainz, Berlin och Potsdam. Vierling utnämndes 1859 till kunglig musikdirektor och fick 1882 professors titel. Han komponerade visor, duetter, visor för körer, psalmer och större körverk.

## Verk (i urval)

### Körverk
- Zur Weinlese
- Hero und Leander
- Raub der Sabinerinnen
- Alarichs Tod

### Uvertyrer
- Sturm
- Maria Stuart
- Im Frühling
- Hermannsschlacht
- Tragische Ouvertüre